# Neriene strandia
Neriene strandia är en spindelart som först beskrevs av Blauvelt 1936.  Neriene strandia ingår i släktet Neriene och familjen täckvävarspindlar. Inga underarter finns listade i Catalogue of Life.